# لواء غيفعاتي
لِوَاءُ جِبْعَاتِي (بالعبرية: חֲטִיבַת גִּבְעָתִי؛ معناه: لواء التل) هو اللِّوَاءُ الرَّابِعُ والثَّمَانُونَ في قوات الدفاع الإسرائيلية وهو أحد ألوية المشاة التي تتبع قيادة المنطقة الجنوبية. تشكل في ديسمبر 1947 ووضع تحت قيادة شمعون أفيدان. شارك في الاستيلاء على الأراضي الفلسطينية خلال حرب 1948 عبر عمليات حاميتس وباراك وبليشيت. انحل اللواء في 1956، لكن أُعيد تشكيله في 1983. وهو يعمل تحت القيادة الجنوبية منذ 1999. يتميز جنود جبعاتي بارتداء بيريه أرجواني. يتخذ اللواء من الثعلب رمزاً له، نسبة إلى شوعالي شمشون [الإنجليزية] (أي ثعالب شمشون) وهي وحدة شاركت في حرب 1948. يضم لواء غيفاتي خمس كتائب اعتباراً من 2006، بالإضافة إلى وحدات استطلاع وهندسة والوحدات الأخرى المرتبطة.

## تاريخه
تشكل جبعاتي في ديسمبر 1947 ووُضع تحت قيادة شمعون أفيدان. كُلف اللواء بعمليات في المنطقة الوسطى مع بداية حرب فلسطين، حيث شارك في عمليات حاميتس وباراك وبليشيت. وارتكب اللواء مجزرة في قرية أبو شوشة خلال عملية باراك، راح ضحيتها نحو 60 من سكانها.[1][2] أصبح جبعاتي اللواء الخامس مع دخول الحرب مرحلتها الثانية، وانتقل إلى الجنوب، وتمركز بالأساس حول غديرا وغان يافنيه وبئر طوبيا. فيما قاتلت إحدى كتائبه على جبهة القدس، وشارك في عملية نحشون ومعركة اللطرون.
تألف جبعاتي من 5 كتائب عند إعلان إسرائيل استقلالها، وضم قادة بارزين مثل يهودا فالاخ [الإنجليزية] (الكتيبة 51)، يعقوب بري (الكتيبة 52)، يتسحاق بونداك [الإنجليزية] (الكتيبة 53)، تسفي تسور (الكتيبة 54) وإيتان ليفني [الإنجليزية] (الكتيبة 55). وتأسست كتيبة سادسة (الكتيبة 57) في 30 مايو 1948 من قدامى محاربي إرغون، استعداداً لعملية بليشيت. شارك اللواء أو بعض قواته لاحقاً في معركة نيتسانيم، عملية إنفير [الإنجليزية]، عملية يوآف، وغيرها. أصبح لواء احتياطي في 1956 ونُقلت كتيبة المشاة 51 «هابوكيم هريشونيم» إلى لواء جولاني.
توسع جبعاتي وتطور كسائر الوحدات الأخرى في الجيش الإسرائيلي. لكن تقرر حله في صيف 1956، ثم أُعيد تشكيله بعد ثلاثة أشهر باسم «اللواء 17». واستمر اللواء 17 يحمل لقب جبعاتي وبعد ذلك أعيد اسمه إلى اللواء الخامس، وكلواء احتياطي، شارك اللواء الخامس في حرب 1967 وحرب 1973، تحول خلالها إلى لواء مشاة مدرع (حرماش). كما شارك اللواء في حرب لبنان 1982 وفي أبريل 1989 تقرر تحويله إلى لواء مشاة ميكانيكية (حيرام).

## الوحدات العاملة في اللواء
- لواء المشاة 84 غفعاتي
  - كتيبة المشاة 424 «شاكيد/لوز»
  - كتيبة المشاة 432 «تسابار/صبار»
  - كتيبة المشاة 435 «روتيم/بَدَسْكان»
    - تضم سرية المشاة «تومر/بلح» – أول وحدة لليهود المتشددين في الجيش الإسرائيلي

  - كتيبة الاستطلاع (846) «شوعلي شمشون/ثعالب شمشون»
  - كتيبة المهندسين القتالية 8170 «جادحان» (احتياطي)
  - كتيبة اللوجستيات «غفعاتي»
  - سرية الإشارة «مُر/مر»

## الزي والسلاح
قبعة أرجوانية (تمّ اختيار لون القبعة من قبل ابنة القائد الأول للواء)، حذاء أسود ودبوس.

بالإضافة إلى الأسلحة التي توجد لدى عموم جنود المشاة في الجيش الإسرائيلي، تم تجهيز جنود لواء جبعاتي ببندقية الـ "تافور"، وهي السلاح الجديد لجنود المشاة في الجيش الإسرائيلي.

بالإضافة إلى ذلك، يستخدم اللواء أيضًا ناقلات الجنود المدرّعة.